# 월-E (비디오 게임)
《월-E》(Wall-E)은 THQ가 동명의 영화를 소재로 개발한 PC, 플레이스테이션 3, 플레이스테이션 2, 위, 닌텐도 DS, 엑스박스 360, Mac용 게임 소프트웨어이다.